# توماس جاغار
توماس أوغسطس جاغار (بالإنجليزية: Thomas Jaggar)‏، الابن (17 يناير 1953 24 يناير 1871) هو عالم براكين أميركي. أسس مرصد البراكين في هاواي وتولى إدارته خلال 1912-1940.
ولد في فيلادلفيا، بنسلفانيا في عام 1871، وهو أسقف ابن أسقفية جنوب ولاية أوهايو توماس أوغسطس جاغار. حصل في عام 1897 على الدكتوراه في الجيولوجيا من جامعة هارفارد. قضى السنوات القليلة المقبلة كعالم في المختبر. كان يشعر بقوة أن التجريب هو مفتاح لفهم علوم الأرض. قام بإنشاء مسايل المياه بواسطة الرمل والحصى من أجل فهم تآكل تيار واستعمل الصخور المذابة في الأفران لدراسة سلوك الصهارة. عندما نضج كعالم بدأ يشعر بالحاجة المتزايدة لإجراء التجارب الميدانية.
كتب جاغار في ذلك الوقت:
"في حين أن التجارب على نطاق صغير في المختبر ساعدني على التفكير في تفاصيل الطبيعة ... لا تزال هناك حاجة لقياس الطبيعة نفسها."
هكذا بدأ جاغار بالاستكشاف وتحليل العمليات الجيولوجية الطبيعية مباشرة طيلة فترة عقد كامل. في عام 1902، كان واحدا من العلماء الذين أرسلتهم الولايات المتحدة للتحقيق في الكوارث البركانية في سوفريير ومونت بيلى. هبطت جاغار على الشواطئ المشتعلة للمارتينيك بعد نحو 13 يوما من الكارثة بمساعدة من البحرية الأميركية والجمعية الجغرافية الوطنية. وفي العام نفسه، انتخب زميلا للأكاديمية الأمريكية للفنون والعلوم.